# Unfinished Business (Andy Bown)
Unfinished Business è il quinto album in studio di Andy Bown, uscito nel 2011 per l'Etichetta discografica Cherry Red Records Ltd..

## Tracce
1. Ruby and Roy - 3:54 - (A. Bown)
2. Rubber Gloves - 4:37 - (A. Bown)
3. A Matter of Time - 3:18 - (A. Bown)
4. When the Lights Went On - 6:32 - (A. Bown)
5. Keeping the Wolf Away - 3:50 - (A. Bown)
6. Right as Ninepence - 3:35 - (A. Bown)
7. Got a Million - 4:11 - (A. Bown)
8. Tick My Box - 4:31 - (A. Bown)
9. Built to Last- 3:16 - (A. Bown)
10. A Good Innings - 3:43 - (A. Bown)

## Formazione
- Andy Bown (chitarra acustica, voce), (tastiere), (Armonica a bocca), (Mandolino)
- Mick Rogers (chitarra solistica, voce)
- Henry Spinetti (percussioni)
- Trevor Bolder (basso) brani: 3, 5, 6, 7, 8, 9
- Brad Lang (basso) brani: 1, 2, 4, 10
- Juliet Roberts cori)
- Sylvia Mason-James cori)